# Bailey Yard
Bailey Yard je největší seřaďovací nádraží na světě.[zdroj?] Nachází se ve městě North Platte v Nebrasce ve Spojených státech amerických na železniční trati (Oakland –) Cheyenne – Omaha (– Chicago). Vlastní je společnost Union Pacific Railroad, která je i provozuje. Součástí nádraží je i opravna lokomotiv a opravna vagónů.
Nádraží je jedenáct kilometrů dlouhé a šířka v nejširším místě přesahuje tři kilometry; celková plocha nádraží je přes jedenáct kilometrů čtverečních. Je zde bezmála tisíc výhybek a dvě stě kolejí v celkové délce 507 kilometrů. Pracuje zde 2600 zaměstnanců. Zdejší opravny mimo jiné vymění na vozech ročně zhruba 10 000 dvojkolí.
North Platte vzniklo jako železniční město na základě rozhodnutí hlavního inženýra Grenvilla Dodgeho. Ten si zde vybudoval železniční základnu, zimní ubytování pro zaměstnance a dílny. První vlak sem přijel v roce 1866.